# San Juan de Duero
San Juan de Duero, conegut també com a Arcos de San Juan de Duero, forma un conjunt d'arquitectura romànica castellana amb evidents influències mudèjars, situat als afores de la ciutat de Sòria (Espanya). En una evocadora situació, entre el Duero i el Monte de las Ánimas (recordada per la llegenda de Bécquer), del que avui queda del monestir, l'element més destacat és el màgic conjunt d'arcs que forma el claustre a cel descobert, exemplar únic en l'arquitectura cristiana medieval. Com a particularitat absoluta, hi ha intercalats tres arcs consecutius sense columna de suport, únics en el seu gènere. Se suposa que els seus constructors eren d'origen mudèjar.
El que avui es veu, l'església i el claustre, no són sinó les restes d'un monestir de l'orde militar dels Hospitalers de San Juan de Acre o cavallers sanjuanistas aixecat la primera meitat del segle xii a la vora del riu Duero i que es va mantenir habitat fins al segle xviii.

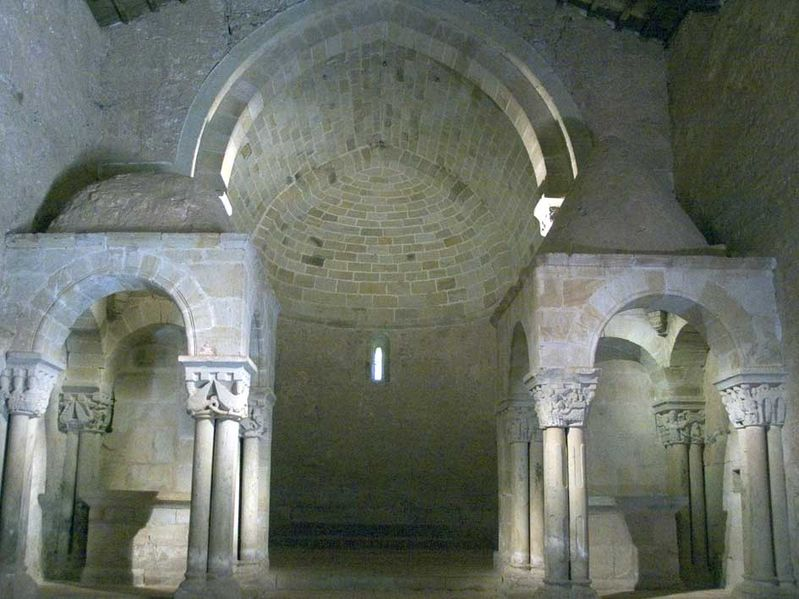
Detall dels dos templets de l'interior

L'església és molt senzilla, d'una sola nau amb presbiteri, amb volta de mig canó apuntat, i absis, semicircular amb volta de racó de forn. Criden l'atenció els dos templets disposats un a cada costat del presbiteri a tall d'iconòstasi, de manera que podia tancar-se l'espai que quedava entre ambdós i ocultar el sacerdot en el moment de la consagració, seguint les normes del ritu grecoortodox. Es tracta de dos baldaquins, de cúpula esfèrica, l'un, i cònic, l'altre, però en ambdós casos esquifades i muntades sobre columnes de quàdruple fust i capitell. Els capitells ostenten meritoris relleus figuratius que escenifiquen passatges evangèlics i al·legòrics.
Per molt originals que siguin aquests dos templets, encara ho és més el claustre construït en el segle xiii. Forma un quadrilàter irregular. L'angle nord-occidental, anterior als altres, és típicament romànic, amb arcs de mig punt i basament corregut. El nord-oriental no té basament, i les seves columnes són de fusts quàdruples disposats en forma de creu, i els seus arcs túmids. El vèrtex sud-est té columnes acanalades de secció quadrada i arcs túmids que es creuen entre si. L'altre angle, el sud-oest, té columnes de doble fust circular i capitells ornamentats, sobre els quals recolzen els arcs apuntats que es creuen de forma semblant als de l'angle anterior però amb major simplicitat.